# Jerry Smith
Jerry Smith (Paramaribo, 16 augustus 1972) is een voormalig betaald voetballer uit Nederland, die werd geboren in Suriname en het grootste deel van zijn carrière voor Sparta Rotterdam speelde. Smith was een verdediger.
Smith kwam in 1988 van SVV over naar Feyenoord. In december 1989 zat hij op de bank bij de uitwedstrijd tegen RKC en in de voorbereiding op het seizoen 1990/91 kreeg hij een kans bij het eerste team. Smith debuteerde echter niet voor Feyenoord.
In 1995 werd Smith overgenomen door Sparta Rotterdam. Hij maakte zijn debuut voor Sparta in het betaalde voetbal op 13 augustus 1995 in de bekerwedstrijd tegen Telstar. In zijn eerste competitiewedstrijd op 20 augustus tegen Willem II kreeg hij na 22 minuten een rode kaart na tweemaal geel. In zijn eerste twee seizoenen kwam hij regelmatig aan spelen toen maar vanaf 1997/98 wegens blessures niet veel meer. In juni 2000 was zijn contract bij Sparta afgelopen en was hij op proef bij NAC.
Smith was Nederlands jeugdinternational.

## Clubstatistieken
| Seizoen | Club             | Competitie | Competitie | Competitie | Beker | Beker | Overige | Overige | Totaal | Totaal |
| Seizoen | Club             | Competitie | Wed.       | Dlp.       | Wed.  | Dlp.  | Wed.    | Dlp.    | Wed.   | Dlp.   |
| ------- | ---------------- | ---------- | ---------- | ---------- | ----- | ----- | ------- | ------- | ------ | ------ |
| 1995/96 | Sparta Rotterdam | Eredivisie | 31         | 0          | 7     | 0     | —       | —       | 38     | 0      |
| 1996/97 | Sparta Rotterdam | Eredivisie | 19         | 0          | 2     | 0     | —       | —       | 21     | 0      |
| 1997/98 | Sparta Rotterdam | Eredivisie | 1          | 0          | 1     | 1     | —       | —       | 2      | 1      |
| 1998/99 | Sparta Rotterdam | Eredivisie | 0          | 0          | 0     | 0     | —       | —       | 0      | 0      |
| 1999/00 | Sparta Rotterdam | Eredivisie | 0          | 0          | 2     | 0     | —       | —       | 2      | 0      |
| Totaal  | Totaal           | Totaal     | 51         | 0          | 12    | 1     | 0       | 0       | 63     | 1      |